# Ćipirovine
Ćipirovine so naselje v občini Bijeljina, Bosna in Hercegovina. 

## Deli naselja
Ćipirovine.

## Prebivalstvo
| Pregled števila prebivalcev po letih | Pregled števila prebivalcev po letih | Pregled števila prebivalcev po letih | Pregled števila prebivalcev po letih | Pregled števila prebivalcev po letih | Pregled števila prebivalcev po letih |
| ------------------------------------ | ------------------------------------ | ------------------------------------ | ------------------------------------ | ------------------------------------ | ------------------------------------ |
| 1948                                 | 1953                                 | 1961                                 | 1971                                 | 1981                                 | 1991                                 |
| -                                    | -                                    | -                                    | 271                                  | 281                                  | 274                                  |

| Narodna sestava prebivalstva po letih                                                                                      | Narodna sestava prebivalstva po letih                                                                                        | Narodna sestava prebivalstva po letih                                                                                       |
| --- | --- | --- |
| 1971 | 1981 | 1991 |
| . skupaj: 271 Srbi 269 (99,26 %) Hrvati 1 (0,36 %) Muslimani 0 (0,00 %) Jugoslovani 0 (0,00 %) drugi in neznano 1 (0,36 %) | . skupaj: 281 Srbi 230 (81,85 %) Hrvati 0 (0,00 %) Muslimani 0 (0,00 %) Jugoslovani 49 (17,43 %) drugi in neznano 2 (0,71 %) | . skupaj: 274 Srbi 252 (91,97 %) Hrvati 0 (0,00 %) Muslimani 0 (0,00 %) Jugoslovani 20 (7,29 %) drugi in neznano 2 (0,72 %) |